# Timur Kapadze
Timur Taxirovich Kapadze (uzb. cyr. Тимур Тахирович Кападзе, ros. Тимур Тахирович Кападзе, Timur Tachirowicz Kapadze, ur. 5 września 1981 w Ferganie) – uzbecki piłkarz pochodzenia gruzińskiego grający na pozycji pomocnika. Ma 185 cm wzrostu.

## Kariera zawodnicza
Kapadze urodził się w Ferganie, więc zapisał się do tamtejszego Neftczi, jednego z najpopularniejszych klubów w kraju. Po czterech latach pełnienia funkcji rezerwowego w tym klubie Kapadze przeniósł się do Pachtakora, gdzie wraz z Serverem Jeparovem przez pięć lat tworzył podstawową dwójkę pomocników. Także wraz z o rok młodszym kolegą z reprezentacji przed sezonem 2008 podpisał kontrakt z Kuruwczi i brał z tym klubem udział w azjatyckiej Lidze Mistrzów.
W reprezentacji pojawił się w wieku 21 lat, w 2002 roku i do dziś jest jej podstawowym graczem.